# さばドル
『さばドル』は、2012年1月14日から同年4月7日までテレビ東京で、毎週土曜（金曜深夜）0時53分 - 1時23分に放送されていたテレビドラマ。渡辺麻友（当時AKB48）の連続テレビドラマ初主演作である。

## 企画・制作
17歳のアイドル「渡辺麻友」が実は年齢を21歳も詐称している38歳の高校教師「宇佐しじみ」であるという設定で、先生とアイドルの二重生活を描くコメディードラマである。ドラマと並行して、『週刊ヤングマガジン』（講談社）で漫画版も連載されていた（2012年1月16日発売の7号から2012年9月15日発売の42号まで）。作画は中村あきひろが手掛けている。単行本（通常版と特装版の2種類）は全3巻。
渡辺麻友の起用の背景について、2011年放送の『マジすか学園2』の製作委員会担当コンテンツプロデューサーで、本作のプロデューサーである合田知弘は、「渡辺さんは『マジすか学園2』で"ネズミ"という物語に一石を投じる個性的な役を怪演して、演技力と存在感を感じていました」と語っている。

## あらすじ
フダつきのヤンキー工業高校で古文を教えている38歳の冴えない教師、生徒から「ウザせん」と呼ばれバカにされている「宇佐しじみ」には誰にも言えない秘密があった。「宇佐しじみ」は、今をときめく大人気アイドル・17歳の「まゆゆ」こと「渡辺麻友」として21歳も年齢のさばを読んでいる「さばドル」だった。しじみは、秘密を守りつつ教師とアイドルという2つの仕事を悩みながらも両立させようとする。AKB48の「渡辺麻友」は、「秋元先生」の指示により、公式ライバルグループの乃木坂46に電撃移籍する。その後、再び「秋元先生」の指示により、AKB48に戻ってソロデビューすることになる。一方で「宇佐しじみ」は、担任するクラスの「梨本佑司」をはじめとする問題のある生徒たちに手を焼いている。

## キャスト

### 宇佐家
宇佐 しじみ (38) - 渡辺麻友（AKB48）
都立無謀工業高校3年2組担任で、担当科目は古文。年齢を偽って「渡辺麻友」という名前でAKB48のメンバーとしてアイドル活動をしている。好物は稲荷寿司。古臭い言葉をよく口にする。
宇佐 あさり (36) - 安藤玉恵
しじみの妹で、姉と同居している。カーテンレールの販売会社に勤務。しじみがアイドル「渡辺麻友」としてうまく活動できるように設定作りに協力する良き理解者。その一環として、しじみが古臭い言葉やギャグを発する度に罰金100円を「おばちゃん罰金ボックス」に徴収する。
フランシス
しじみが飼っているペットの亀。名前の由来について番組公式サイトでは、渡辺麻友が好きな『ヘタリア』の登場人物だと思われると記述されている。

### 無謀工業高校3年2組
梨本 佑司 - 若葉竜也
クラスの中でリーダー的存在で「渡辺麻友」の熱狂的なファン。教室の後ろの壁に「渡辺麻友」グッズを祀った神棚を勝手に作っている。しじみがその「渡辺麻友」であるとは知らず、「ウザ先」呼ばわりしている。物語を通して、しじみとの関係に変化が生じていく。
合田 晋平 - 中村織央
本当は市川美織のファンだが、梨本に逆らえずに話を合わせている。
夏野 太 - 斎藤嘉樹
「渡辺麻友」ファン3人組の中では一番頭が良いとされるが、思いつきで適当なことを言う面がある。
田端 剛男 - 三浦力
無謀工業の頂上を目指して、梨本とライバル関係で争ってきた。菊地あやかのファン。
林葉 武彦 - 土平ドンペイ
しじみの同僚で、担当科目は英語。オネエ口調で話す。カバディ部の顧問であり、しじみを副顧問にスカウトしようとするが、毎回あしらわれている。

### プロダクション野木
渡辺麻友が実際に所属している芸能事務所は、プロダクション尾木。
野木 タマコ - 高橋ひとみ
「渡辺麻友」が所属する芸能プロダクション社長。
大河原 卓三 - 坂田聡
「渡辺麻友」の担当マネージャー。芸能人を「○○選手」と呼ぶなど業界用語を多用する。「渡辺麻友」のことも「麻友選手」と呼ぶ。小心者で社長には頭が上がらない。「渡辺麻友」の成功を心底願って仕事をしている。

### その他
渡り廊下走り隊7 - 仲川遥香・多田愛佳・菊地あやか・平嶋夏海・小森美果・岩佐美咲
渡辺麻友がドラマ上も所属するグループ。
乃木坂46
「渡辺麻友」がAKB48から電撃移籍する公式ライバルグループ。「渡辺麻友」の加入を歓迎していたが、彼女だけ特別扱いされるため「渡辺麻友」との関係が一時悪化する。
ウタマロ - 神永圭佑
人気バンド「チキチータ」のメインボーカル。共演者の女性タレントを口説くことで有名。音楽活動には真摯に取り組み、逃げ道をなくすために高校を中退した過去を持つ。気に入った女性を見ると指を差してポーズを取る癖がある。
チキチータ Vo.ウタマロ - 神永圭佑・鍵奏者 - Hee・DJ- 関根裕介
取り巻き（マネージャーかそれ以外の関係者かは不明）の男性二人を常に引き連れており、彼らもウタマロが指を差すと同様のポーズを揃えてする。
佐藤 実 - 村上航
あさりの彼氏。塾講師で林葉の後輩。あさりの姉のしじみが「渡辺麻友」と同一人物ではないかと疑い始める。
さとちゃん - 田中聡元。
日本ドナドナ放送、ラジオ『まゆゆのSmaile Radio』のディレクター。
市川美織（AKB48）
合田晋平の妄想に登場する。
織原 静男 - 佐藤幸司
同行のカメラマンと共に転職を繰り返し、取材相手として何度も「渡辺麻友」の前に現れる編集者。
中曽根 龍二 - 麿赤兒
映画『なきむし刑務官』などの人気シリーズに出演している大御所俳優である。「渡辺麻友」とはグルメ番組で共演する。
監督 - 斎藤洋介
「渡辺麻友」が出演した映画の監督。
松原夏海・野中美郷（AKB48）
テレビで「渡辺麻友」についてコメントする。

## スタッフ
- 企画・制作 - 秋元康[26]
- 音楽 - MOKU[26]
- OPナレーション - 宗方脩[26]
- プロデューサー - 合田知弘（テレビ東京）・阿比留一彦（電通）・椋樹弘・田中誠一（電通）[26]
- アシスタントプロデューサー - 佐藤永麻（テレビ東京）・熊谷隆宏（秋元康事務所）・武藤大司（電通）[26]
- 制作・著作 - テレビ東京・電通[26]

## 主題歌
- オープニング - 渡辺麻友「シンクロときめき」（ソニー・ミュージックレコーズ）[27]
- エンディング - 渡辺麻友「サバの缶詰」（ソニー・ミュージックレコーズ）[28]

## 放送日程
| 各話                                                      | 放送日  | サブタイトル                   | 脚本                 | 監督     | 視聴率 |
| --------------------------------------------------------- | ------- | ------------------------------ | -------------------- | -------- | ------ |
| 第1話                                                     | 1月14日 | わたしの正体、教えまゆゆ       | 根本ノンジ           | 佐藤太   | 2.6%   |
| 第2話                                                     | 1月21日 | 電撃移籍でガンバリまゆゆ       | 根本ノンジ           | 佐藤太   | 2.7%   |
| 第3話                                                     | 1月28日 | ホントの気持ちを探しまゆゆ     | 根本ノンジ           | 豊島圭介 | 1.9%   |
| 第4話                                                     | 2月04日 | 誰がセンターか決めまゆゆ!      | 安倍照雄             | 豊島圭介 | 1.6%   |
| 第5話                                                     | 2月11日 | 大ピンチ! 生放送で困りまゆゆ   | 根本ノンジ           | 佐藤太   | 2.4%   |
| 第6話                                                     | 2月18日 | 熱愛発覚!? でお騒がせしまゆゆ  | 根本ノンジ・安倍照雄 | 佐藤太   | 2.3%   |
| 第7話                                                     | 2月25日 | ソロライブで緊張しまゆゆ       | 根本ノンジ           | 廣田啓   | 1.5%   |
| 第8話                                                     | 3月03日 | 大喧嘩! わたしだって怒りまゆゆ | 安倍照雄・根本ノンジ | 豊島圭介 | 1.7%   |
| 第9話                                                     | 3月10日 | 自信喪失! 教師失格で悩みまゆゆ | 根本ノンジ           | 豊島圭介 | 1.3%   |
| 第10話                                                    | 3月17日 | 史上最悪の一日になりまゆゆ     | 根本ノンジ           | 佐野友秀 | 1.8%   |
| 第11話                                                    | 3月24日 | 正体発覚! どこまでも逃げまゆゆ | 根本ノンジ           | 佐藤太   | 1.8%   |
| 最終話                                                    | 4月07日 | 今日で私を卒業しまゆゆ         | 根本ノンジ           | 佐藤太   | 2.5%   |
| 平均視聴率 2.0%（視聴率は関東地区・ビデオリサーチ社調べ） |         |                                |                      |          |        |

## ネット局
| 放送地域       | 放送局         | 系列                          | 放送期間                 | 放送日時                    | 備考      |
| -------------- | -------------- | ----------------------------- | ------------------------ | --------------------------- | --------- |
| 関東広域圏     | テレビ東京     | テレビ東京系列                | 2012年1月14日 - 4月7日   | 土曜（金曜深夜）0:53 - 1:23 | 制作局    |
| 福岡県         | TVQ九州放送    | テレビ東京系列                | 2012年1月24日 - 4月17日  | 火曜（月曜深夜）0:53 - 1:23 | 10日遅れ  |
| 熊本県         | 熊本放送       | TBS系列                       | 2012年1月31日 - 4月17日  | 火曜（月曜深夜）1:25 - 1:55 | 17日遅れ  |
| 北海道         | テレビ北海道   | テレビ東京系列                | 2012年2月3日 - 4月20日   | 金曜（木曜深夜）1:00 - 1:30 | 20日遅れ  |
| 和歌山県       | テレビ和歌山   | 独立局                        | 2012年4月12日 - 6月28日  | 木曜（水曜深夜）0:05 - 0:35 | 89日遅れ  |
| 愛知県         | テレビ愛知     | テレビ東京系列                | 2012年4月12日 - 6月28日  | 木曜（水曜深夜）3:00 - 3:30 | 89日遅れ  |
| 岡山県・香川県 | テレビせとうち | テレビ東京系列                | 2012年4月18日 - 7月4日   | 水曜（火曜深夜）0:58 - 1:28 | 95日遅れ  |
| 滋賀県         | びわ湖放送     | 独立局                        | 2012年4月23日 - 7月9日   | 月曜（日曜深夜）0:00 - 0:30 | 100日遅れ |
| 大阪府         | テレビ大阪     | テレビ東京系列                | 2012年5月6日 - 7月22日   | 日曜（土曜深夜）1:57 - 2:25 | 113日遅れ |
| 福島県         | テレビユー福島 | TBS系列                       | 2012年8月2日 - 8月23日   | 火-金曜 14:25 - 14:55       |           |
| 全国           | BSジャパン     | テレビ東京系列 BSデジタル放送 | 2012年10月4日 - 12月20日 | 木曜 22:30 - 23:00          | 265日遅れ |
| 奈良県         | 奈良テレビ     | 独立局                        | 2012年10月6日 - 12月22日 | 土曜 13:30 - 13:59          | 267日遅れ |

## 関連商品
- さばドル DVDスペシャルBOX（2012年7月25日、アニプレックス）[26]
- さばドル DVDレギュラーBOX（2012年7月25日、アニプレックス）[29]